# Tara Fitzgerald
Tara Fitzgerald, född 18 september 1967 i Cuckfield, West Sussex, är en brittisk skådespelare.

## Filmografi i urval
- 1994 – Sirens
- 1995 – Engelsmannen som gick upp för en kulle men kom ner från ett berg
- 1996 – Brassed Off
- 1996 – Främlingen på Wildfell Hall (TV-serie)
- 1997 – The Woman in White
- 1998 – Pirate's Creek (TV-film)
- 2001 – Det djupa blå
- 2004 – Agatha Christie's Marple (TV-serie)
- 2006 – Jane Eyre (Miniserie)
- 2007–2011 – Mördare okänd (TV-serie)
- 2013–2015 – Game of Thrones (TV-serie)
- 2014 – Exodus: Gods and Kings
- 2015 – Child 44
- 2015 – Legend
- 2020 – Belgravia (TV-serie)